# Universitat (metropolitana di Barcellona)
Universitat è una stazione delle L1 e L2 della metropolitana di Barcellona, situata sotto la Piazza dell'Università nel centro di Barcellona.
Nel 1926 furono inaugurate le banchine della L1 assieme al primo tratto del "Metro Trasversal", la stazione fu chiusa dal 1971 al 1972 per i lavori di costruzione del tunnel Renfe tra la stazione di Barcellona Sants e la stazione di Plaça de Catalunya.
Nel 1995, furono inaugurate le banchine della L2 della metropolitana, e la stazione fu resa accessibile anche per le persone con difficoltà motorie.
La stazione si trova molto vicina a Plaça de Catalunya, infatti gli accessi alla stazione di Plaça Catalunya si trovano a meno di 500 metri da Plaça de la Universitat.